# ساموئل دی. نیکلسون
ساموئل دی. نیکلسون (به انگلیسی: Samuel D. Nicholson) سناتور سابق عضو حزب جمهوری‌خواه ایالات متحده آمریکا بود. وی در سال ۱۹۲۱ تا ۱۹۲۳ میلادی سناتور ایالت کلرادو در سنای ایالات متحده آمریکا بود.